# Sammy Amara

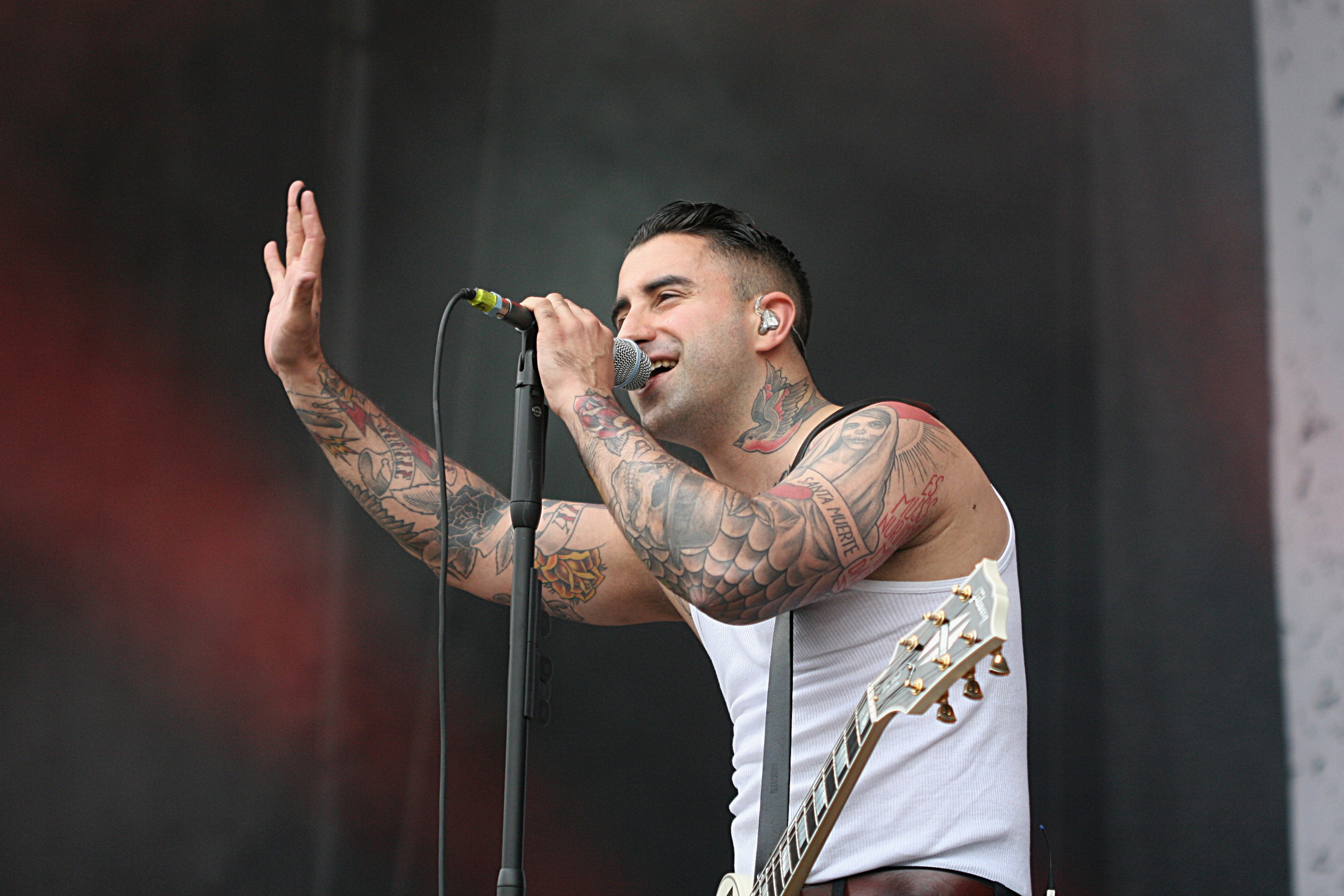
Sammy Amara mit den Broilers beim Rock im Park 2013

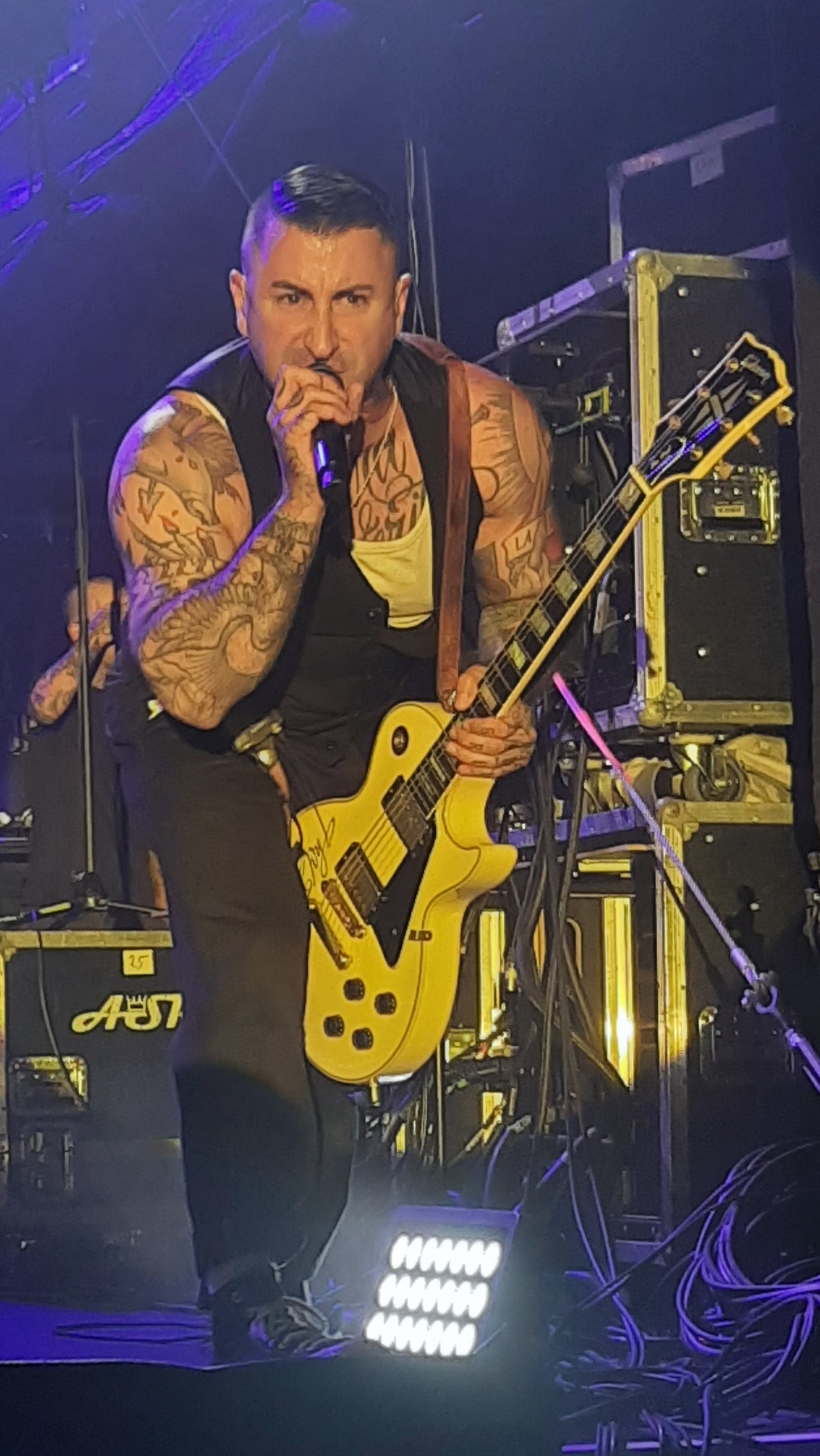
Sammy Amara, Frontmann der deutschen Punkband Broilers auf dem Festival Wasted in Jarmen 2023

Sammy Amara (* 22. Juni 1979 in Düsseldorf) ist Sänger, Frontmann und Songwriter der deutschen Oi- und Punkrock-Band Broilers. Außerdem ist er als Grafikdesigner tätig.

## Leben
Sammy Amaras Vater kam in den 1960er Jahren aus dem Irak nach Deutschland. Sammy Amara wuchs in Düsseldorfs südlichstem Stadtteil Hellerhof auf. Sein Vater ist Arzt und seine Mutter arbeitete als Sekretärin. Amara hat eine zwei Jahre jüngere Schwester.

Seine erste E-Gitarre erhielt Sammy im Alter von 11 Jahren zu Weihnachten.
1992 gründete er zusammen mit Andreas Brügge (Schlagzeug) seine erste Band, die 1994 in die Broilers umbenannt wurde. Beide besuchten damals das Gymnasium Koblenzer Straße, das auch Ines Maybaum (Bass) besuchte, die 1995 zu den Broilers stieß.
Ursprünglich waren die Broilers eine Oi-Rock-Band, die im Laufe der Jahre auch Ska und Rockabilly in ihren Sound integrierten. Mit den Texten beziehen Sammy Amara und die Broilers auch politisch Position. Sie wenden sich gegen Faschismus und Antisemitismus.
In mehreren Interviews erwähnte Amara, dass es ihm schwer falle, über fröhliche Themen zu schreiben, weshalb die meisten Songs eine auch pathetische, emotionale Stimmung haben. Seiner Meinung nach müssen sich Künstler positionieren. Er schreibe neue Songs vorwiegend, während er schlecht gelaunt sei.
Zudem sagte er, dass er während des Schreibens neuer Songs, ebenso wie bei seinen Grafikarbeiten, keinen Alkohol konsumiere.
Amara erwarb 2013 sein Kommunikationsdesign-Diplom nach insgesamt 18 Semestern Studium. Sein eigenes Design-Büro heißt Amara Soul & Ivy. Er zeichnet verantwortlich für verschiedene Artworks und Webdesigns bekannter Bands. Zum Beispiel: T-Shirt-Design für Die Toten Hosen, Coverarbeiten für 4 Promille (Album: Alte Schule; DVD: Ein Letzter Gruß: Live in Leipzig), The Porters (Album: Anywhere But Home: Tales of a Sailor’s Life), die Broilers, oder für die Sampler-Serie Tales from the Street vom Modelabel Hooligan Streetwear.